# Emiliano Zapata, Gómez Farías
Emiliano Zapata är en ort i Mexiko.   Den ligger i kommunen Gómez Farías och delstaten Tamaulipas, i den centrala delen av landet, 400 km norr om huvudstaden Mexico City. Emiliano Zapata ligger 91 meter över havet och antalet invånare är 196.
Terrängen runt Emiliano Zapata är kuperad västerut, men österut är den platt. Runt Emiliano Zapata är det ganska glesbefolkat, med 22 invånare per kvadratkilometer. Närmaste större samhälle är El Azúcar, 14,9 km öster om Emiliano Zapata. Omgivningarna runt Emiliano Zapata är en mosaik av jordbruksmark och naturlig växtlighet.